# Cárpatos serbios

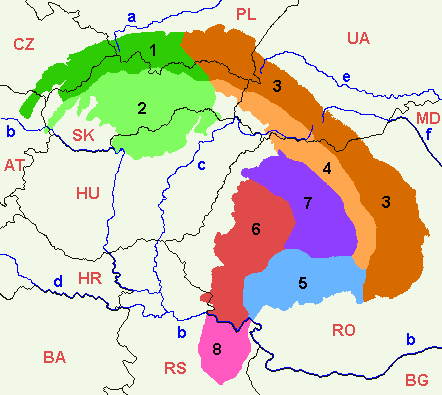
Mapa de los Cárpatos (Cárpatos serbios en rosa, nr 8)

Los Cárpatos serbios (en serbio: Српски Карпати, Srpski Karpati) son una cadena montañosa en la parte oriental de Serbia Central. Presenta una extensión de los propios Cárpatos a través del Danubio, conectándolos con los montes Balcanes en el sureste. Se extienden en dirección norte-sur en el este de Serbia, al este del valle del Gran Morava y al oeste del Valle del Beli Timok y al norte del Valle de Nišava. Las montañas tienen una altura de 800-1500 m, y están dominadas por características geológicas de caliza kárstica, siendo la más alta la montaña Rtanj (1.565 m)

## Definiciones
Según la definición estricta (tal como la define la Academia Serbia de Ciencias y Artes y la adopta el Convenio de los Cárpatos), la parte serbia de los Montes Cárpatos cubre sólo 732 km², es decir, menos del 1% de la superficie total de los Cárpatos. Esa parte abarca la orilla sur de las Puertas de Hierro y la zona del parque nacional Đerdap. Los puntos extremos de la zona de los Cárpatos así definida en Serbia son Tekija 44°43′N 22°28′E al norte, 44°22′N 22°06′E al sur, Golubac 44°40′N 21°36′E al oeste y 44°39′N 22°33′E al este (presa de las Puertas de Hierro). Cubre los bordes septentrionales de las montañas Kučaj, Šomrda, Liskovac, Veliki Greben y Miroč, en los municipios de Golubac, Majdanpek y Kladovo.
Sin embargo, en la geografía serbia, el epíteto "Cárpatos" se da tradicionalmente también a toda la parte norte del arco de los Cárpatos-Balcanes, que conecta los Cárpatos propiamente dichos con los montes Balcanes. Se refiere a las siguientes montañas:
- Šomrda
- Liškovac
- Veliki Greben
- Miroč

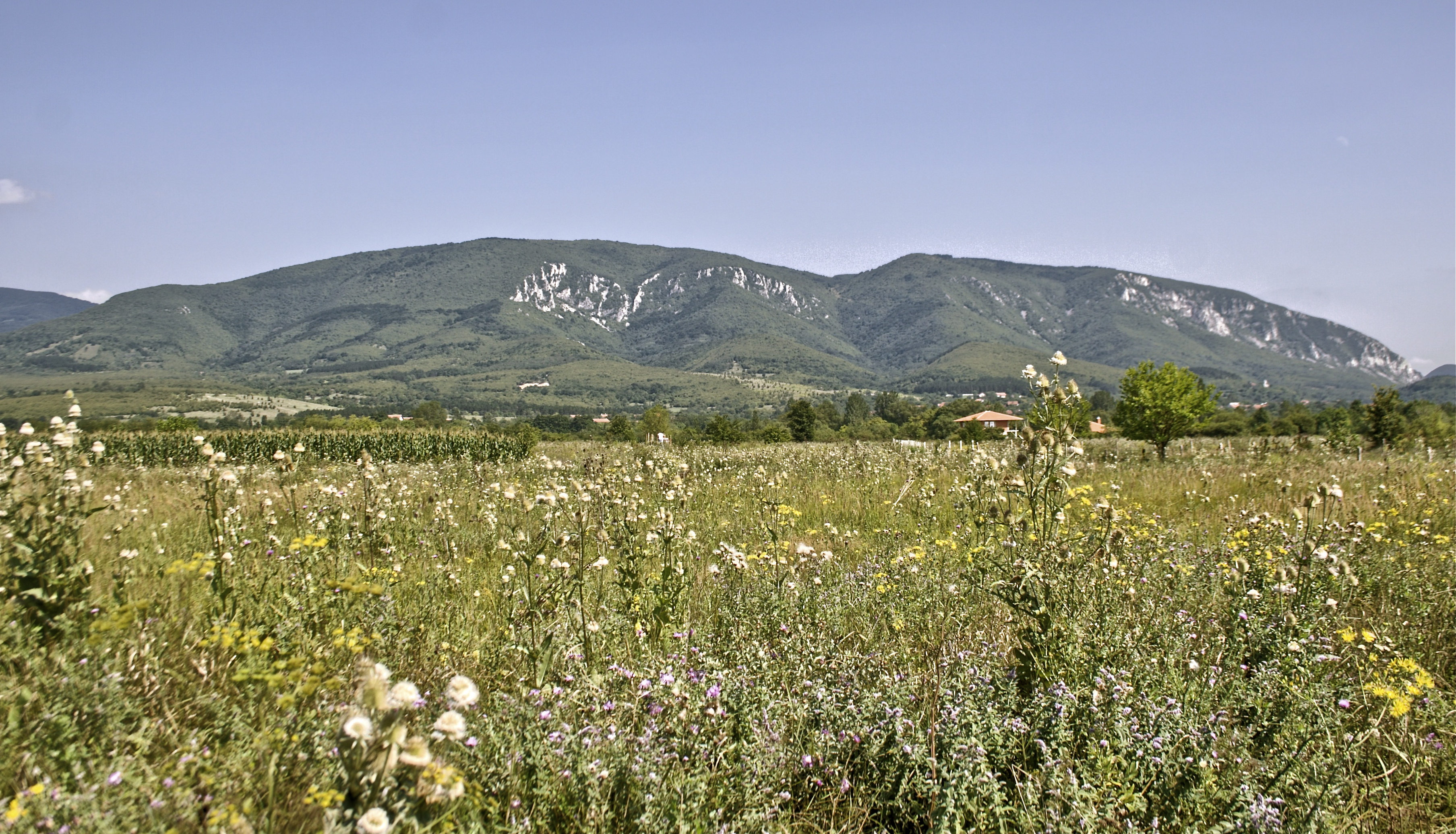
Montañas Homolje

- Montes Homolje Montañas (Homoljske planine)
- Veliki Krš
- Malí Krš
- Stol
- Deli Jovan
- Beljanica
- Montañas Kučaj  (Kučajske planine)
- Rtanj
- Tupižnica
- Devica
- Ozren

Hay incentivos para incorporar toda la región serbia de los Cárpatos en el marco de la Convención de los Cárpatos. Serbia ratificó el Convenio en noviembre de 2007.

## Geología
Toda la parte de Serbia al este de los ríos Gran y  Morava del Sur se denomina "arco de los Cárpatos y los Balcanes" en la terminología geotectónica. La región está compuesta de rocas del Proterozoico al Cuaternario. Calizas y dolomías (en menor medida) del Jurásico (J2, J3) y del Cretácico inferior (K1+2, K3+4), cuyo espesor puede ser superior a 1.000 m. Las estructuras están generalmente orientadas en dirección norte-sur, que se curvan en las partes norte y sur, formando un arco en forma de C.
Aunque esas montañas están relacionadas con los Cárpatos desde el punto de vista geológico, los científicos no las incluyeron hasta finales del siglo XX. En el pasado, esas montañas fueron incluidas por error en las montañas Balcanes. [cita requerida]

## Demographics
Serbia oriental es una de las zonas más escasamente pobladas de los Balcanes. Una gran parte de la población se dedica a la cría nómada de ovejas. La población es mixta de serbios y valacos. Está subdesarrollada, con escasa infraestructura y largas distancias entre las ciudades. La región está sujeta a una mayor despoblación: entre los censos de 1991 y 2002, los municipios de Bor y Majdanpek perdieron 3.500 residentes cada uno, Negotin perdió 5.500, Zaječar perdió 5.000 y Knjaževac 6.500.